# داء قشر الكظر المصطبغ العقيدي البدئي

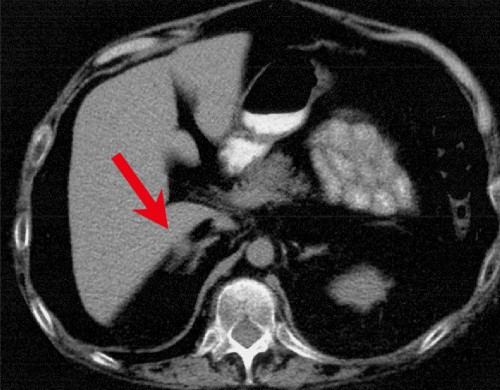
طبقي محوري لمريض مصاب ب داء قشر الكظر المصطبغ العقيدي البدئي

وضع مصطلح داء قشر الكظر المصطبغ العقيدي البدئي (بي بي إن إيه دي) للمرة الأولى عام 1984 من قبل كارني وزملائه، وهو يحدث عادة في سياق متلازمة كارني المعقدة (سي إن سي). متلازمة كارني المعقدة هي متلازمة نادرة تؤثر على تشكل الأورام الشاذة التي تسبب فرط نشاط الغدد الصم.
ينشأ هذا الداء نتيجة تضخم قشر غدتي الكظر، ما يؤدي إلى حدوث متلازمة كوشينغ المستقلة عن الهرمون الموجه لقشر الكظر (إيه سي تي إتش).

## الأعراض والعلامات
داء قشر الكظر المصطبغ العقيدي البدئي سبب نادر لارتفاع مستويات الكورتيزول في الدم، وكثيرًا ما يظهر بشكل متلازمة كوشينغ المستقلة عن الهرمون الموجه لقشر الكظر. غالبًا ما تكون تأثيرات هذا الداء دورية لذلك لا تكون أعراض متلازمة كوشينغ شديدة السوء، الأمر الذي قد يعقد التشخيص. تشمل الأعراض التقليدية لمتلازمة كوشينغ زيادة الوزن المركزية السريعة والوجه المنفوخ الأحمر وحدبة البوفالو على الوجه الخلفي للعنق بسبب الترسبات الشحمية. تشمل التبدلات الجلدية في سياق متلازمة كوشينغ ترقق الجلد وسهولة جرحه، إضافة إلى الشروخ الجلدية وزيادة تصبغ الثنيات الجلدية.
يمكن أن تؤدي التبدلات الهرمونية إلى الشعرانية والعقم عند الجنسين والتثدي عند الذكور وانقطاع الطمث عند الإناث. يمكن أن يؤدي ارتفاع مستويات الكورتيزول أيضًا إلى تبدلات نفسية مثل القلق أو الاكتئاب والأرق. يمكن أن تتراجع صحة العظام، ما يؤدي إلى زيادة احتمال حدوث الكسور لدى المصابين بمتلازمة كوشينغ. يتميز داء قشر الكظر المصطبغ العقيدي البدئي بأنه يؤدي في كثير من الحالات إلى بدء مبكر لمتلازمة كوشينغ، أي في عمر الطفولة والمراهقة. إضافة إلى باقي أعراض متلازمة كوشينغ، يمكن أن يلاحظ لدى المصاب قصر قامة بسبب تحدد النمو بتأثير كبح الهرمون الموجه لقشر الكظر.
في 90% من حالات داء قشر الكظر المصطبغ العقيدي، يكون مرتبطًا بمتلازمة كارني المعقدة. عادة ما تكون متلازمة كارني وراثية، لكنها يمكن أن تحدث بشكل عشوائي في بعض الأحيان. يعتبر فرط التصبغ الجلدي الشاذ علامة مميزة مرئية لمتلازمة كارني المعقدة. يمكن أن تحدث أيضًا أورام مخاطية قد تظهر ككتل على الجلد والثديين إضافة إلى وجودها في القلب، ما يؤدي إلى عدد من المشاكل القلبية. يملك معظم المصابين بداء قشر الكظر المصبغ العقيدي بعض هذه الأعراض والعلامات بسبب الارتباط القوي بين هذا الداء ومتلازمة كارني المعقدة.